# Mike Quarry
Michael Wayne Quarry (Bakersfield, 4 marzo 1951 – La Habra, 11 giugno 2006) è stato un pugile statunitense.
Mike Quarry iniziò a praticare la boxe all'età di otto anni e ottenne la licenza per combattere come dilettante a 17 anni e divenne professionista poco dopo, nel 1969.
Fratello minore di Jerry Quarry, patì sempre il confronto col fratello maggiore, tanto da dire: "Potrebbero anche scrivere sul mio epitaffio: Qui giace il fratellino di Jerry Quarry".
Fu comunque un pugile di ottimo livello nella categoria dei pesi mediomassimi, arrivando a giocarsi il titolo mondiale WBA/WBC nel 1972, quando fu sconfitto per KO da Bob Foster. Fino a quel momento, Quarry era imbattuto, con 36 vittorie all'attivo.
Ha chiuso la carriera nel 1982, con un record di 63 vittorie, 13 sconfitte e 6 pareggi.
Quarry morì all'età di 55 anni a La Habra, California. La sua morte fu attribuita alla demenza pugilistica, che aveva causato anche la morte del fratello Jerry.